# Західна дієта

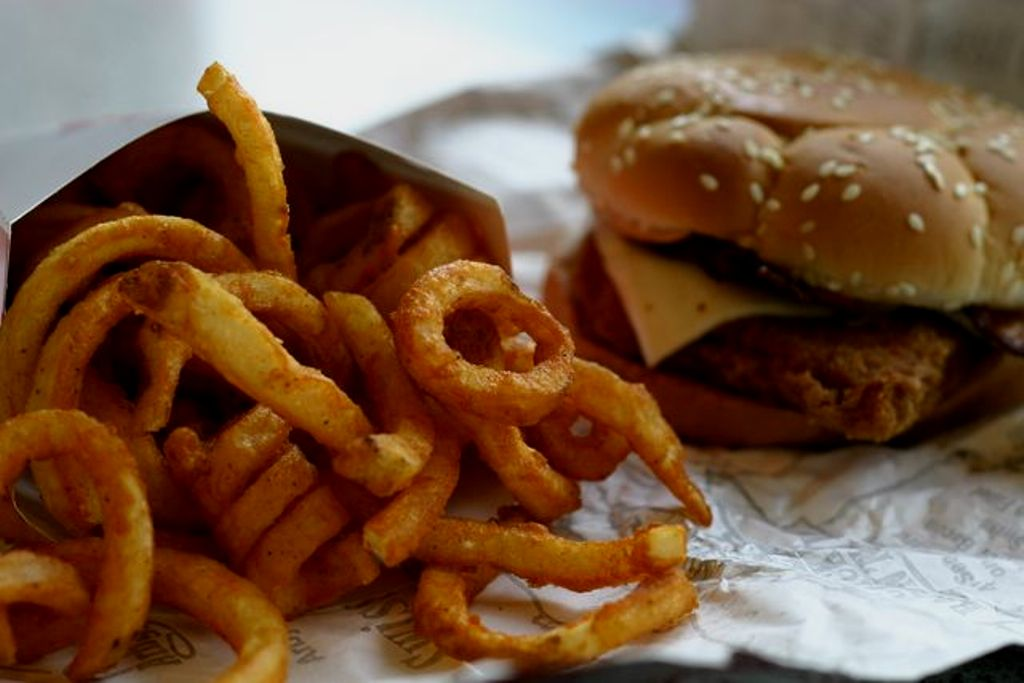
Фаст-фуд є типовим прикладом їжі, яка вживається в стандартній американській дієті. Ця дієта була частково викликана фундаментальними змінами способу життя після неолітичної революції, а пізніше промислової революції.

Західна дієта — сучасна схема харчування, яка загалом характеризується великим споживанням попередньо розфасованих продуктів, очищених злаків, червоного м'яса, обробленого м'яса, напоїв із високим вмістом цукру, цукерок і солодощів, смаженої їжі, промислово вироблених продуктів тваринного походження, масла та інші молочні продукти з високим вмістом жиру, яйця, картопля, кукурудза (і кукурудзяний сироп з високим вмістом фруктози) і низьке споживання фруктів, овочів, цільного зерна, продуктів тваринництва, вирощених на пасовищах, риби, горіхів і насіння.
Аналіз режиму харчування зосереджується на загальних дієтах (наприклад, середземноморській дієті), а не на окремих продуктах чи поживних речовинах. Порівняно з «розважливою дієтою», яка містить більшу частку «фруктів, овочів, цільного зерна та птиці», західна дієта пов'язана з вищим ризиком серцево-судинних захворювань і ожиріння.

## Елементи

Їжа доступна американцям з 1910 року. Зросло споживання м'яса, зерна, фруктів і овочів; впало споживання молочних продуктів.

Споживання яловичини в США впало з 1970-х років, тоді як споживання курей різко зросло. Риба і свинина залишаються незмінними.

Ця дієта «багата червоним м'ясом, молочними продуктами, обробленими та штучно підсолодженими продуктами харчування та сіллю, з мінімальним споживанням фруктів, овочів, риби, бобових та цільного зерна». Різноманітні харчові продукти та процеси обробки харчових продуктів, які були запроваджені під час неоліту та індустріального періоду, докорінно змінили 7 харчових характеристик раціону гомінінів предків: глікемічний навантаження, склад жирних кислот, склад макроелементів, щільність мікроелементів, кислотно-лужний баланс, натрій — співвідношення калію та вміст клітковини.
У 2006 році типова американська дієта складала близько 2 200 кілокалорій (9 200 кДж) на день, при цьому 50 % калорій з вуглеводів, 15 % білка і 35 % жирів. Ці макронутрієнти підпадають під допустимі діапазони розподілу макроелементів (AMDR) для дорослих, визначені Радою з харчових продуктів і харчування Інституту медицини Сполучених Штатів як «пов'язані зі зниженим ризиком хронічних захворювань при забезпеченні достатнього споживання основних поживних речовин», які складають 45-65 % вуглеводів, 10-35 % білків і 20-35 % жирів у відсотках від загальної енергії. Однак поживна якість конкретних харчових продуктів, що містять ці макроелементи, часто є низькою, як у випадку з «західною» схемою, про яку йшлося вище. Складні вуглеводи, такі як крохмаль, вважаються більш корисними, ніж цукор, який часто вживають у стандартній американській дієті.
Енергетична щільність типової західної дієти постійно зростає з часом. Дослідження Міністерства сільського господарства США, проведене в середині 2010-х років, свідчить про те, що середнє споживання дорослими американцями становить щонайменше 2 390 ккал (10 000 кДж) на день. Дослідники, які використовували різні методи збору/аналізу даних, передбачили, що середнє значення становило близько 3 680 ккал (15 400 кДж) на добу. Навпаки, здорове щоденне споживання набагато менше. Оскільки дорослі американці зазвичай ведуть сидячий спосіб життя, рекомендації пропонують 1 600—2 000 ккал (6 700—8 400 кДж) підходить для більшості жінок і 2 000—2 600 ккал (8 400—10 900 кДж) підходить для чоловіків з таким же рівнем фізичної активності.
Огляд харчових звичок у Сполучених Штатах у 2004 році показав, що близько 75 % страв у ресторанах були в ресторанах швидкого харчування. Майже половина замовлених страв із меню становили гамбургери, картопля фрі або м'ясо птиці — а близько третини замовлень включали безалкогольні напої. З 1970 по 2008 рік споживання калорій на душу населення в Сполучених Штатах зросло майже на 25 %, і близько 10 % усіх калорій надходили з кукурудзяного сиропу з високим вмістом фруктози.
Американці споживають понад 13 % своїх щоденних калорій у вигляді доданого цукру. Напої, такі як ароматизована вода, безалкогольні напої та підсолоджені кофеїновмісні напої, складають 47 % цього доданого цукру.
Американці у віці від 1 року споживають значно більше доданого цукру, олії, насичених жирів і натрію, ніж рекомендовано дієтичними рекомендаціями, розробленими Управлінням з профілактики захворювань і зміцнення здоров'я. 89 % американців споживають більше натрію, ніж рекомендовано. Крім того, надмірне споживання олії, насичених жирів і цукру спостерігається у 72 %, 71 % і 70 % американського населення.
Споживачі почали звертатися до маргарину через занепокоєння високим вмістом насичених жирів у вершковому маслі. До 1958 року маргарин став споживатися частіше, ніж масло, середній американець споживав 8,9 фунта (4 кг) маргарину на рік. Маргарин виробляється шляхом рафінування рослинних олій, процес, який вводить транс- елаїдинову кислоту, якої немає в їжі. Споживання транс-жирних кислот, таких як транс-елаїнова кислота, було пов'язане з серцево-судинними захворюваннями. До 2005 року споживання маргарину впало нижче споживання вершкового масла через ризики, пов'язані із споживанням трансжирів.
Споживання овочів серед американців низьке, лише 13 % населення споживає рекомендовану кількість. Хлопчики віком від 9 до 13 років і дівчата від 14 до 18 років споживають найменшу кількість овочів порівняно з населенням у цілому. Картопля і помідори, які є ключовими компонентами багатьох страв, складають 39 % овочів, які споживають американці. 60 % овочів споживаються окремо, 30 % входять до складу страви, а 10 % містяться в соусах.
Цілі зерна повинні складати більше половини від загального споживання зерна, а рафіновані зерна не повинні перевищувати половини від загального споживання зерна. Однак 85,3 % злаків, які їдять американці, виготовляються з очищеного зерна, з якого видаляються зародки та висівки. Очищення зерна збільшує термін зберігання і пом'якшує хліб і випічку; однак процес рафінування знижує його поживну якість.

## Вплив на навколишнє середовище
Перехід до більш вестернізованого раціону харчування має кілька наслідків, особливо щодо експорту продуктів харчування. Оскільки населення стає більш заможним, що відображається у зростанні ВВП, воно має більше наявного доходу для придбання продуктів харчування з інших країн, що полегшує такий перехід до харчування. Це спостерігається в багатьох країнах, що розвиваються. У країнах з низьким і середнім рівнем доходу цей перехід відбувається швидко, і це спостерігається в таких країнах, як Бразилія, Індія та Південна Африка. Вестернізована дієта сприяє збільшенню викидів парникових газів. Це відбувається через великі глобальні ланцюги постачання, частиною яких є виробництво продуктів харчування. Великі території в Латинській Америці та Південно-Східній Азії відводять значну частину своїх земель під сільське та лісове господарство, які потім експортуються в інші країни. Таке зростаюче використання експорту призводить до збільшення викидів парникових газів.
Зміна глобального раціону харчування також збільшує викиди. Зростання доходів на душу населення призводить до урбанізації населення. Коли це відбувається, населення замінює низькокалорійну і багату на овочі дієту на більш енергоємні продукти, які характеризуються збільшенням споживання м'яса і рафінованих жирів, олії та цукру. Як тільки країна досягає певного рівня розвитку, дієта може стати основним чинником викидів, особливо якщо вона орієнтована на західний тип харчування.

## Турбота про здоров'я
За попередніми епідеміологічними дослідженнями, порівняно зі здоровою дієтою, дієта західного зразка позитивно корелює з підвищеною частотою ожиріння, смертю від хвороб серця, раку (особливо раку товстої кишки)та інших захворювань, пов'язаних із «західним зразком харчування». Це підвищує ризик метаболічного синдрому та може мати негативний вплив на серцево-метаболічний стан.

### Хвороба Крона
Дієта західного зразка була пов'язана з хворобою Крона. Хвороба Крона впливає на симбіотичні бактерії в кишечнику людини, які демонструють позитивну кореляцію із західною дієтою. Симптоми можуть варіюватися від болю в животі до діареї та лихоманки.

### Ожиріння

Ожиріння в різних розвинених країнах (станом на 2003 рік)

Західна дієта пов'язана з підвищеним ризиком ожиріння. Існує позитивна кореляція між західною дієтою та декількома біомаркерами плазми, які можуть бути медіаторами ожиріння, такими як холестерин ЛПВГ, високий рівень інсуліну натщесерце та лептин. Мета-аналіз також показав, що порівняно зі здоровою дієтою дієта західного зразка пов'язана зі збільшенням ваги серед жінок і підлітків.

### Цукровий діабет
Кілька досліджень показали, що існує позитивна кореляція між прийняттям західної дієти та захворюваністю на діабет 2 типу як серед чоловіків так і серед жінок.

### Рак
Західну дієту зазвичай пов'язують із підвищеним ризиком раку прямої кишки. Мета-аналіз виявив, що моделі дієти, які відповідають західній дієті, позитивно корелюють із ризиком раку простати. Більше дотримання західної дієти також підвищує загальний ризик смертності від раку.
Не було встановлено істотного зв'язку між західною дієтою та раком молочної залози.

## Поширеність
Останніми роками дієти в країнах, що розвиваються, таких як Мексика, Південна Африка та Індія, перейшли до більшої кількості елементів західної дієти. Загальне споживання їжі в цих регіонах тепер відображає вищий баланс перероблених цукрів і жирів порівняно з менш калорійними групами продуктів, такими як овочі та крохмаль. Відповідно до цієї моделі, дихотомія «західний — східний» стала менш актуальною, оскільки така дієта більше не є «чужою» для жодного регіону світу (так само, як традиційна східноазійська кухня більше не є «чужою» для Заходу), але цей термін все ще є добре зрозумілим скороченням у медичній літературі, незалежно від того, де ця дієта зустрічається. Інші дієтичні патерни, описані в медичних дослідженнях, включають патерни «питущих» і «м'ясоїдів». Через варіативність дієт людей зазвичай класифікують не просто як таких, що «дотримуються» чи «не дотримуються» певної дієти, а натомість ранжирують їх відповідно до того, наскільки їхній раціон відповідає кожному з патернів по черзі. Потім дослідники порівнюють результати між групою, яка найбільше дотримується певної моделі, і групою, яка найменше дотримується певної моделі.

## Історія

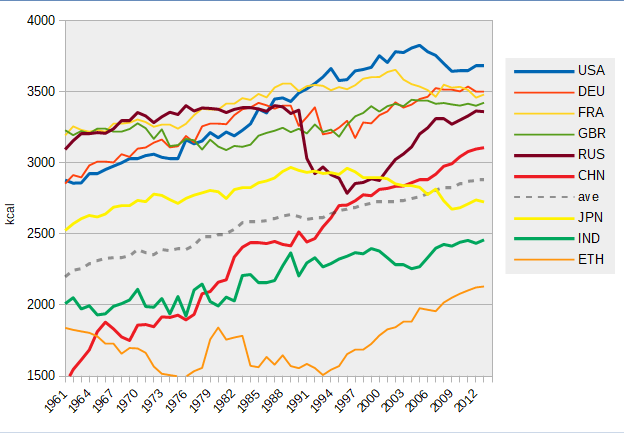
Зміни харчового забезпечення (за енергією)
Інші території (2010 р.)
- Африка, на південь від Сахари — 2170 ккал/душу населення/день* Північна та Північна Африка — 3120 ккал/душу населення/день* Південна Азія — 2450 ккал/душу населення/день
- Східна Азія — 3040 ккал/душу/день* Латинська Америка / Карибський басейн — 2950 ккал/душу/день* Розвинені країни — 3470 ккал/люду/день

Західна дієта, присутня в сучасному світі, є наслідком неолітичної революції та промислових революцій. Неолітична революція запровадила основні продукти харчування західного населення, включаючи домашнє м'ясо, цукор, алкоголь, сіль, злаки та молочні продукти. Сучасна західна дієта сформувалася після промислової революції, яка запровадила нові методи переробки продуктів харчування, включаючи додавання зернових, рафінованого цукру та рафінованих рослинних олій, а також збільшила вміст жиру в м'ясі домашніх тварин. Зовсім недавно виробники продуктів харчування почали замінювати цукор кукурудзяним сиропом з високим вмістом фруктози.

## Подальше читання
- Levenstein, Harvey A. (1988). Revolution at the Table: The Transformation of the American Diet. Oxford University Press. ISBN 0-19-504365-0. JSTOR jj.8501376. OCLC 16464971. Про зміни в дієтичних рекомендаціях та моделях харчування між 1880 та 1930 роками.